# ゴッドファーザーの息子
『ゴッドファーザーの息子』（ - むすこ）は、1973年1月に『別冊少年ジャンプ』（集英社）に掲載された手塚治虫による読み切りの少年漫画。
『紙の砦』、『どついたれ』などとともに、手塚の反戦思想がこめられた自伝的作品の一つ。

## あらすじ
手塚少年は、ある時、絵のうまさ、漫画の面白さが認められて、思いがけず校内一の番長の親友となる。しかし番長の実家に呼ばれて行くと、そこは地元で名の通った極道一家だった。戦火の足音が迫る中、2人は「マンガ」を通じ友情を育んでいく……。